# Joeko Kavagoeti
Yuko Kawaguchi (Japans: 川口 悠子, Kawaguchi Yūko; Funabashi, 20 november 1981) is een in Japan geboren voormalig kunstschaatsster. Van 2006 tot 2017 schaatste Kawaguchi met Aleksandr Smirnov en kwam ze als Joeko Kavagoeti (Russisch: Юко Кавагути) uit voor Rusland. De twee namen in 2010 deel aan de Olympische Winterspelen in Vancouver en werden er vierde.

## Biografie

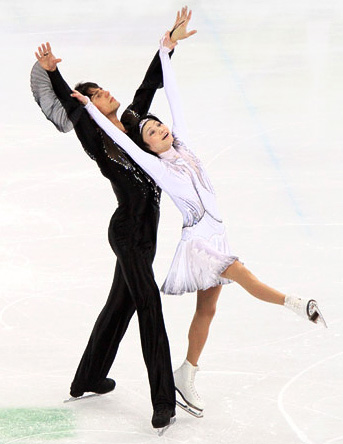
Kawaguchi en Smirnov tijdens de Olympische Winterspelen 2010

Kawaguchi begon op vijfjarige leeftijd met kunstschaatsen, omdat haar moeder ijsdansen prachtig vond. Ze was in eerste instantie actief als soloschaatsster, maar stapte over naar het paarrijden nadat ze Jelena Berezjnaja en Anton Sicharoelidze in actie had gezien. Door de vasthoudendheid van Kawaguchi nam Tamara Moskvina haar uiteindelijk in haar team op. Moskvina koppelde Kawaguchi in 1999 aan de Rus Aleksandr Markoentsov. Als eerste Japanse paarrijders veroverden ze in 2001 een ISU-medaille, toen ze zilver wonnen bij de WK junioren. Kawaguchi en Markoentsov beëindigden in 2003 hun samenwerking.
Ze begon aan een studie en trainde korte tijd met twee Amerikaanse kunstschaatsers (Josh Martin en Devin Patrick). In mei 2006 ging ze met een andere Rus, Aleksandr Smirnov, schaatsen. De geboren Japanse kwam met hem vanaf dat moment voor Rusland uit. Kawaguchi gaf enkele jaren later haar Japanse nationaliteit op en werd Russische. Het paar won in 2009 en 2010 brons bij de wereldkampioenschappen. Daarnaast veroverden Kawaguchi en Smirnov tweemaal goud, tweemaal zilver en eenmaal brons bij de Europese kampioenschappen. In 2010 namen de twee deel aan de Olympische Winterspelen in Vancouver. Ze werden er vierde. Kawaguchi is ongehuwd en woont in Sint-Petersburg.
Kawaguchi en Smirnov stopten in 2017 met hun sportieve carrière.

## Belangrijke resultaten
1997-1999 solo, 1999-2003 met Aleksandr Markoentsov, 2004-2006 met Devin Patrick (voor Japan uitkomend)
2006-2017 met Aleksandr Smirnov (voor Rusland uitkomend)
| Kampioenschap                | 97/98 |        | 00/01         | 01/02         | 02/03         |               | 04/05         | 05/06         |               | 06/07         | 07/08         | 08/09         | 09/10         | 10/11         | 11/12         | 12/13         |               | 14/15         | 15/16         | 16/17 |
| ---------------------------- | ----- | ------ | ------------- | ------------- | ------------- | ------------- | ------------- | ------------- | ------------- | ------------- | ------------- | ------------- | ------------- | ------------- | ------------- | ------------- | ------------- | ------------- | ------------- | ----- |
| Olympische Spelen            |       |        |               |               |               |               |               |               |               | 4e            |               |               |               |               |               |               |               |               |               |       |
| Wereldkampioenschap          |       | 15e    | 13e           | 14e           |               |               | 9e            | 4e            | Brons         | Brons         | 4e            | 7e            | 6e            |               | 5e            |               |               |               |               |       |
| Europees kampioenschap       |       |        |               |               |               |               |               | Brons         | Zilver        | Goud          | Zilver        | t.z.t.        | 5e            |               | Goud          | t.z.t.        |               |               |               |       |
| Viercontinentenkampioenschap |       | 8e     | 9e            | 7e            |               |               |               |               |               |               |               |               |               |               |               |               |               |               |               |       |
| Grand Prix-finale            |       |        |               |               |               |               |               | 5e            | 5e            | 5e            |               | Brons         | 6e            |               | 6e            | Brons         |               |               |               |       |
| Nationaal kampioenschap      |       |        | Goud          | Goud          | Goud          | 15e (*)       | t.z.t.        | Goud          | Goud          | Goud          | Zilver        | t.z.t.        | Zilver        |               | Brons         | Zilver        | 5e            |               |               |       |
| WK junioren                  |       | Zilver | geen deelname | geen deelname | geen deelname | geen deelname | geen deelname | geen deelname | geen deelname | geen deelname | geen deelname | geen deelname | geen deelname | geen deelname | geen deelname | geen deelname | geen deelname | geen deelname | geen deelname |       |
| Junior Grand Prix-finale     |       | Brons  | geen deelname | geen deelname | geen deelname | geen deelname | geen deelname | geen deelname | geen deelname | geen deelname | geen deelname | geen deelname | geen deelname | geen deelname | geen deelname | geen deelname | geen deelname | geen deelname | geen deelname |       |
| NK junioren                  | Brons | Goud   | geen deelname | geen deelname | geen deelname | geen deelname | geen deelname | geen deelname | geen deelname | geen deelname | geen deelname | geen deelname | geen deelname | geen deelname | geen deelname | geen deelname | geen deelname | geen deelname | geen deelname |       |

(*) bij de Amerikaanse nationale kampioenschappen